# Nadine Agostini
Pour les articles homonymes, voir Agostini.
Nadine Agostini, née le 16 mai 1960 à Toulon, est poète, revuiste, critique et performeuse française depuis les années 1990.

## Biographie
Nadine Agostini vit à Toulon, où elle est née. Elle travaille dans le milieu associatif et anime des ateliers de poésie.
La recherche d'Agostini s'inscrit dans une pratique d'écriture croisant celle du journal intime, de la feuille d’humeur et de la poésie. Elle a publié en revue (Nioques, Le Jardin littéraire, Action poétique, Sitaudis,...) et son premier livre, Les Endormis, sort en 1991. L'un des noms de plume de Nadine Agostini est Blablalapipelette qui est rattaché à son troisième livre, publié en 2003 : No comprendo de Blablalapipelette ou Pourquoi je vais craquer. Elle participe à de nombreux festivals de poésie où elle donne des lectures performées de ses textes,. Dans le cadre d'invitations publiques à l'étranger notamment des traductions des textes d'Agostini ont été faites vers l'anglais, l'arabe, l'espagnol et le néerlandais. Agostini collabore également régulièrement avec des plasticiens. En 2011 elle réalise un livre d'artiste avec Jany Laborey intitulé Je, puis en 2013 elle écrit pour le catalogue de l'exposition collective intitulée Affinités barjolaises s'étant tenue au Fort-Napoléon, à La Seyne-sur Mer, dans le Var. Elle collabore également avec le peintre André Jolivet en 2013 et 2014. Enfin, certains textes d'Agostini ont été adaptés à la scène. En 2016, Agostini obtient une bourse de création du Centre national du livre.
Outre cette recherche, Agostini s'implique également dans la diffusion de la poésie contemporaine. En 2004, elle a ainsi créé deux revues, dont la plus récente s'intitule Bébé, co-créée en 2016 avec François Bladier. Le numéro 0 questionne la nature de la poésie : « Dis-moi c’est quoi la poésie ? », le second questionne ce qu'est la performance. Agostini publie également des critiques dans les Cahiers critiques de poésie, édités par le centre international de poésie de Marseille et, jusqu'en 2012 elle tenait, dans la revue Action poétique, la chronique « Koa-2-9 ? ».

## Analyse de l'œuvre
L'écriture de Nadine Agostini passe par l'oralité, le son, la dimension phonétique, une certaine gouaille ; elle joue également sur le registre de l'humour.

### Mythes et figures de la femme
Après avoir publié aux éditions Contre-Pied Un autre Ulysse, en 2011, puis Ariane, en 2015, Agostini publie Histoire d'Io, de Pasiphaé, par conséquent du Minotaure aux éditions publie.net en 2017, poursuivant son utilisation, ou sa réécriture de mythes. Dans Ariane, Nadine Agostini « joue avec sa propre histoire, ses propres illusions », pour les mettre à distance, par le biais de la narration, empruntant pour ce faire la figure du couple Ariane-Thésée, « maintenant la poésie dans son véritable champ d'action : la narration et la distance » utilisant « le parler interlope de la Pénélope d’Un autre Ulysse. Dans Histoire d'Io, de Pasiphaé, par conséquent du Minotaure, Io, objet sexuel de Zeus, trouve son double chez Pasiphaé affirmant un désir brut, non médiatisé par les convenances, la morale, l’humain – désir pour un taureau dont elle veut le sexe en elle pour jouir ». Deux figures se juxtaposent dans ce livre : celle de la femme-objet, soumise, enfantant, Io, et celle de la femme jouissant, Pasiphaé, et chacune a pour elle, dans le livre d'Agostini, l'usage du "je" qui advient par le discours des autres. Mais ce "je" inconsistant trouve précisément sa force dans sa multiplication, et donc son irréductibilité narrative qu'Agostini renforce par son écriture qui se situe entre des états où « elle ne s'arrête ou ne se stabilise jamais ». En creux, s'écrit l'histoire des hommes qu'aiment les héroïnes qu'Agostini figure, et leurs propres problèmes.

### Poésie performative
Publié aux éditions Gros Textes en 2018, La Cerise sur le gâteau est un recueil des textes qu'a performé Nadine Agostini en vingt années de festival. Le livre se présente également sous la double autorité de Julien Blaine, performeur historique proche de l'auteure, et de la mère de l'auteure. Les textes présentés mélangent érotisme et « critique du monde tel qu'il est ». Il se rapproche de Dans ma tête au sens où Liliane Giraudon, comme Jean-Paul Gavard-Perret, soulignent la frénésie à dire, « une machine-bouche, branchée sur un stock du dedans (disons une tête) [qui] se mettait à dire des choses non pas parce qu’elles étaient pensées mais pour ne plus les penser ». L'un comme l'autre évoque, à entendre Nadine Agostini lire comme à lire la poète, une sensation de folie,. Giraudon compare également cette écriture à celle d'une nécessité à témoigner, comparable à celle qui agit Charles Reznikoff, « loin du nombrilisme déguisé des poncifs d’une auto-fiction en fin de parcours ».

### Livres
- Récits et contes de mon jardin, éditions Cap de l’Étang, 2024
- Les Endormis, Lyon, éd. Hercule de Paris, 1991
- Berceuse (à deux voix), éd. Comp’Act, 1996
- No comprendo No comprendo de Blablalapipelette ou Pourquoi je vais craquer, éd. Fidel Anthelme X, coll. Madame Fredi, 2003
- Un autre Ulysse, éd. Contre-Pied, 2011
- Affinités barjolaises, éd. 2013
- Ariane, éd. Contre-Pied, 2015
- Dans ma tête, Limoges, éd. Denier Télégramme, 2015, précédé par Dans ma tête, éd. Derrière la salle de bains, 2013
- La Doll, Derrière la salle de bains, 2016
- Histoire d'Io, de Pasiphaé, par conséquent du Minotaure, éd. publie.net, 2017
- La Cerise sur le gâteau, éd. Gros Textes, 2018

### Anthologies, livres collectifs
- Jean Todrani, éd. Cornaway, 1994
- Territoires, éd. Fourbis, 1997
- L'art dégénéré, éd. Al Dante
- Noir sur blanc, éd. Fourbis
- Anthologie des poètes varois, éd. Télo Martius
- Anthologie mexicaine de poésie française contemporaine
- Placards de réclames, éd. Plaine Page
- Damas / Marseille (un échange de poésie contemporaine), co-éd. Centre Culturel Français de Syrie et cipM, 2000

### Livres d'artistes
- Je, avec Jany Laborey, 2011
- Ithaque, avec André Jolivet, Série Le monde des Iles / Little book islands / Little big book Artist / Poésie & peinture,Voltije Editions Ltd, 2013
- Marseille Ville d'influence, avec André Jolivet, Série Le monde des Iles / Little book islands / Little big book Artist / Poésie & peinture,Voltije Editions Ltd, 2014
- Les Aventures de Nadine au pays de N'a qu'un œil, exemplaire unique créé à l'occasion des 20 ans de N'a qu'un oeil Bordeaux, 2016

## Liens extérieurs
- Ressources relatives à la littérature :   - Centre international de poésie Marseille
  - Printemps des poètes
- Notices d'autorité :   - VIAF
  - ISNI
  - BnF (données)
  - IdRef
- Avis à la population (vidéo) sur le site tapin²
- MAR(tèlement)DI (texte) sur le site sitaudis.com
- extrait de Histoire d'Io, de Pasiphaé, par conséquent du Minotaure sur poezibao.com
- extrait de La cerise sur le gâteau sur poezibao.com